# Petra Spuck
Petra Spuck (* 1957, jetzt Petra Dries) ist eine ehemalige deutsche Volleyballspielerin.
Petra Spuck war bis 1982 deutsche Nationalspielerin und spielte in der Bundesliga für die TG Rüsselsheim, mit der sie 1981 deutsche Pokalsiegerin wurde.
Petra Dries hat zwei Töchter und züchtet seit 1995 mit ihrem Mann Pferde im niederösterreichischen Krumbach.